# 星梦手记
《星夢手記》是Seven Arcs Pictures製作、TOKYO MX播出的原創電視動畫。於2016年10月至12月首播。內容是在近未來的時代，偶像的舞台活動從現實世界轉移到信息空間展開的動畫作品。

## 登場人物

### StarRing
林薇薇（Vivi Lin，聲：豐田萌繪）
出身於中國上海的少女，性格率直且陽光，是StarRing內的氣氛營造者。
常於卡拉OK內鍛鍊歌唱能力，是隊內的Center（中心成員）。
夢想是在北京鳥巢舉行凱旋演唱會。
服部惺梛（Sena Hattori，聲：早瀨莉花）
出身於大阪府的少女，在隊中是最年長的，自稱StarRing的隊長。
外表給予別人一種有著知性的姊姊的感覺，但實際上是天然系。
夢想是成為StarRing的隊長。
早川心櫻（Kokona Hayakawa，聲：木村優）
出身於東京都的少女，認為偶像很可愛。曾於中國留學。
因憧憬著身為舞台演員的曾祖母，而決心成為偶像，在笑容下藏著不會輸給任何人的心。
夢想是成為如同曾祖母一樣的明星。

### Shadow
梶原未來（Miku Kajiwara，聲：相良茉優）
出身於福岡縣的少女，是最年輕的Shadow隊長。
夢想是成為頂級偶像並得到成年人的認可。
羅雨照（Yucho La，聲：青木瑠璃子）
出身於中國大連的少女，給予別人一種「想成為偶像但不願付出努力」的懒惰感。
與寵物哈士奇有著良好的感情。
夢想是成為一個充滿樂趣的明星。
星七海（Nanami Hoshi，聲：小原莉子）
有點害羞的少女系少女。
室內派，以收集模型及週邊產品為興趣，擅長於程序設計。有著不錯的視力，卻佩戴眼鏡。
夢想是收集大量模型及週邊產品。

### 其他人物
白雪翔子（聲：水樹奈奈）
私立華音學園的學園長。
片岡宗一郎（聲：榊孝輔）
私立華音學園的副學園長。
安川湊（聲：劉婧犖）
私立華音學園的課程教師。
安川南（聲：高垣彩陽）
私立華音學園的音樂教師。
速水蓮（聲：置鮎龍太郎）
深紅明星學園的理事長。
森拓海（聲：永塚拓馬）
深紅明星學園的男子部主席。

## 製作人員
- 原作：Happy Elements Asia Pacific[1]
- 導演：菊池勝也[1]
- 劇本統籌、劇本：大野木寬
- 人物設定、總作畫指導：奧山鈴奈
- 人物設定原案：Graphinica
- 美術背景：手塚製作公司[1]
- 3DCG動畫：[1]
- 音響指導：橫田知加子
- 音響製作：Glovision（日语：グロービジョン）[1]
- 動畫製作：Seven Arcs Pictures[1]

## 主題曲
片頭曲
作詞：Gunx，作曲：村口理，主唱：Project Frontier（日文版）；小舞、小初、泡芙（中文版）
片尾曲
作詞、作曲：佐佐木悠紀，編曲：藤本大輔、坂部大介，主唱：Project Frontier

## 各話列表
| 話數       | 日文標題 | 中文標題         | 編劇     | 分鏡               | 演出               | 作畫監督                                                   |
| ---------- | -------- | ---------------- | -------- | ------------------ | ------------------ | ---------------------------------------------------------- |
| Episode 1  |          | 榮耀之冠         | 大野木寬 | 菊池勝也、博史池畠 | 菊池勝也、博史池畠 | 奧山玲奈、大塚亨                                           |
| Episode 2  |          | 通向偶像的道路   | 大野木寬 | 菊池勝也 田中宏紀  | 菊池勝也 二宮壯史  | 河本美代子、關根千奈未                                     |
| Episode 3  |          | 光輝與閃耀       | 大野木寬 | 大森英敏           | 岡辰也             | 岡辰也、丸山大勝                                           |
| Episode 4  |          | 偶像的資質       | 大野木寬 | 大森英敏           | 岡辰也             | 野村佳代、仲村信樹                                         |
| Episode 5  |          | 大家的思考       | 大野木寬 | 京極尚彥           | 則座誠             | 今里佳子、富永和代 玉利和枝、久保山陽子 飯塚葉子、山崎輝彥 |
| Episode 6  |          | 偶像的才能       | 大野木寬 | 京極尚彥           | 柳伸亮             | 片山敬介、木下由美子 鈴木彩子、大梶博之 久保山陽子         |
| Episode 7  |          | Project Frontier | 大野木寬 | 平川哲生           | 鈴木理沙           | 久保山陽子、藤原潤 大河內忍                                |
| Episode 8  |          | 各自的努力       | 大野木寬 | 平川哲生           | 藤原一將           | 玉利和枝、鈴木彩子 山崎輝彥、木下由美子                    |
| Episode 9  |          | 不協和音         | 大野木寬 | 石井裕美子         | 和泉志郎           | 山內亞紀、高橋美紀 船越麻友美                              |
| Episode 10 |          | 命運之日         | 大野木寬 | 石井裕美子         | 和泉志郎           | 石井裕美子                                                 |
| Episode 11 |          | 決意             | 大野木寬 | 林直孝             | 林直孝             | 久保山陽子、鈴木彩子 木下由美子、富永一仁                  |
| Episode 12 |          | 最初的歌曲       | 大野木寬 | 菊池勝也           | 信田祐             | 川島尚、富永一仁 大塚亨、關根千奈未 小菅和久、宮地聰子     |

## 播放電視台
日本深夜動畫：下文記載的日本国内播放時間使用日本標準時間（UTC+9）表示。因為部分時間标识會採用30小时制，因此請留意这类超过24:00的时间，其實際播放時間為翌日清晨。
| 播放地區 | 播放電視台     | 播放日期                | 播放時間（UTC+9）         | 所屬聯播網 | 備註   |
| -------- | -------------- | ----------------------- | ------------------------- | ---------- | ------ |
| 東京都   | TOKYO MX       | 2016年10月2日－12月18日 | 星期日 24時30分－25時00分 | 獨立UHF局  |        |
| 日本全國 | Niconico生放送 | 2016年10月2日－12月18日 | 星期日 24時30分－25時00分 | 網路電視   |        |
| 日本全國 | AT-X           | 2016年10月4日－12月20日 | 星期二 24時30分－25時00分 | 衛星頻道   | 有重播 |

## Blu-ray
| 卷數 | 發行日期      | 收錄話        | 規格編號    |
| ---- | ------------- | ------------- | ----------- |
| 1    | 2017年3月24日 | 第1話－第4話  | EYXA-112336 |
| 2    | 2017年4月28日 | 第5話－第8話  | EYXA-112337 |
| 3    | 2017年5月26日 | 第9話－第12話 | EYXA-112338 |

## 外部連結
- 電視動畫「星夢手記」公式官網（日語）
- 電視動畫「星夢手記」公式的X（前Twitter）（日語）
- 私立華音學園情報部的X（前Twitter）（日語）